# František Drdla
František Alois Drdla (Žďár nad Sázavou, 28 november 1868 - Bad Gastein, 3 september 1944) was een Tsjechisch componist en violist, in het bijzonder van lichte muziek. In zijn geboortedorp is de Herdenkingszaal František Drdla ingericht ter herinnering aan zijn werk en leven.

## Biografie
Drdla studeerde klassieke muziek aan het conservatorium van Praag en vervolgens aan het Weense conservatorium. Zijn leraren waren onder meer Josef Hellmesberger jr. voor viool, Anton Bruckner voor muziektheorie en Franz Krenn voor compositie. De invloed van deze leraren klonk later echter niet door in zijn muziek.
Van 1890 tot 1893 speelde hij in het orkest van de Weense Hofopera en van 1894 tot 1899 was hij directeur en concertmeester van het Theater an der Wien. Hij groeide uit tot een bekend concertviolist en speelde van 1899 tot 1905 in geheel Europa. Van 1923 tot 1925 trad hij ook op in de Verenigde Staten. Hij stond bekend om zijn technisch verfijnde geluid.
Terwijl hij drie operettes, een vioolconcert, twee pianotrio's en verschillende werken voor orkest maakte, werd hij vooral bekend als componist van lichte muziek in een romantische stijl. Vermengd met populaire Boheemse (Tsjechische) of Hongaarse melodieën presenteerde hij ze à la viennoise (op zijn Weens). Tot zijn bekendste werken behoren bijvoorbeeld Souvenir (1904), Vision (1906) en Hey, hay! (1908); deze schreef hij voor viool en piano. De laatste werd bekend in meer dan tien verschillende versies, waaronder voor een orkest, pianokwintet en strijkkwartet. Zijn composities werden populair door uitvoeringen van violisten als Jan Kubelík, Marie Hall, Mischa Elman, Joseph Szigeti, Váša Příhoda en anderen.
In 1927 werd hij door de Oostenrijkse president onderscheiden met een eretitel. In zijn geboorteplaats is de Herdenkingszaal František Drdla aan hem gewijd. Het is gevestigd in de muziekschool van Žďár nad Sázavou die eveneens zijn naam draagt.
- Bibsys: 2056379
- Biblioteca Nacional de España: XX1474878
- Bibliothèque nationale de France: cb13948555j (data)
- Catàleg d'autoritats de noms i títols de Catalunya: 981058513402806706
- CiNii: DA11354515
- Gemeinsame Normdatei: 103815740
- International Standard Name Identifier: 0000 0001 1020 1234
- Library of Congress Control Number: n85023039
- Nationale Bibliotheek van Letland: 000162120
- MusicBrainz: 04616df7-a1ed-4b51-a91f-a2c4875fab8c
- Bibliotheek van het Japanse parlement: 00902523
- Nationale Bibliotheek van Tsjechië: jn19990209157
- Nationale bibliotheek van Australië: 50493495
- Nationale Bibliotheek van Israël: 987007284200105171
- Nationale en Universitaire bibliotheek Zagreb: 000060486
- Nederlandse Thesaurus van Auteursnamen: 162887612
- Réseau des bibliothèques de Suisse occidentale: 02-A005495367
- Istituto Centrale per il Catalogo Unico: LO1V171479
- SNAC: w6rv10jt
- Système universitaire de documentation: 243824882
- Trove: 1507203
- Virtual International Authority File: 2662197
- WorldCat: E39PBJvHhqPcWhK8CkJYxWJCcP